# Венцель Ямнітцер
Венцель Ямнітцер (також Ямніцер) (нім. Wenzel Jamnitzer; 1508, Відень — 1585, Нюрнберг) — німецький золотих справ майстер родом із Відня, представник німецького Відродження. 

## Біографія

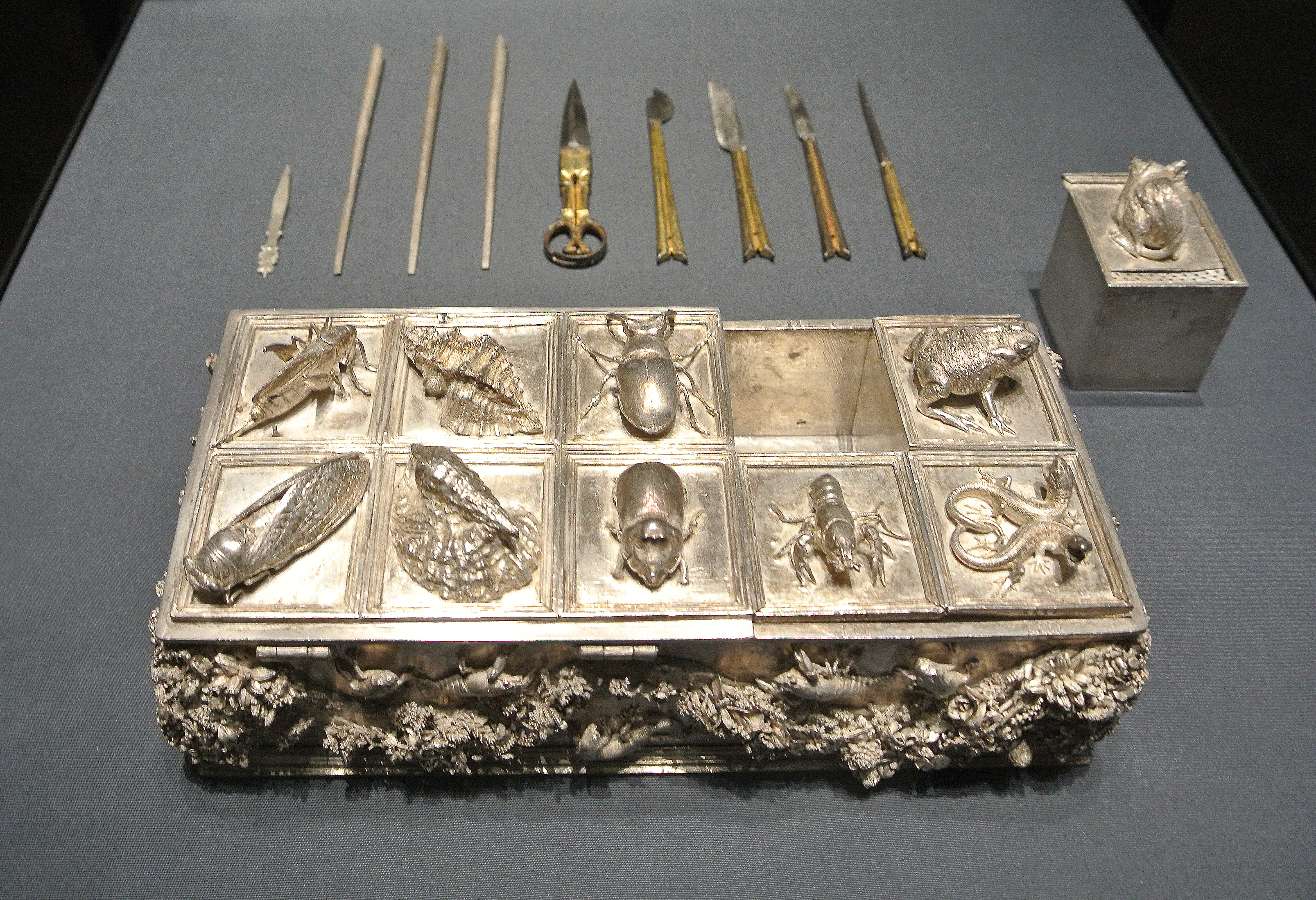
Ящик для письмового приладдя. Нюрнберг, бл. 1560/70. Кунсткамера, Відень

Походить із родини німецьких ювелірів XV—початку XVII ст., які працювали у Нюрнберзі. Народився у Відні, однак ще в юності разом зі своїм братом і помічником Альбрехтом (помер у 1573) перебрався до Нюрнберга. У 1534 році був прийнятий майстром до місцевої гільдії. У 1556 році став членом великої, а в 1573 році малої міської ради і працював до кінця свого життя головним чином для імператорів Карла V, Фердинанда I, Максиміліана II і Рудольфа II. У своїх виробах відмовився від традицій готики та суворо дотримувався стилю італійського Відродження. Відтворював із великою майстерністю у маленькому вигляді квіти і фігури тварин, якими він декорував свої вироби.
Віртуозно застосовував карбування й емаль з арабесковим і рослинним візерунком (столове приладдя родини Меркель (так звана «Меркелівська столова прикраса»), до 1549, зібрання Ротшильда, Париж; кубок «Наутілус», бл. 1570, скарбниця резиденції, Мюнхен).
Також займався гравіюванням на міді, втім, йому приписується лише один естамп «Вид тріумфальних воріт» (1551), який вийшов з-під його різця. Ямнітцеру належать малюнки для виконаних або спроектованих ним розкішних кубків, чаш, кухлів, канделябрів та ін, що були видані у фотолітографічних знімках Р. Бергау (1870; 70 аркушів).